# Chỉ số APM
Chỉ số APM, Actions Per Minute hoặc Active Per Minute, thường được viết tắt là APM, là một thuật ngữ được sử dụng trong các trò chơi chiến lược thời gian thực. trong đó đề cấp đến tổng số các hành động(điều khiển) mà một người chơi có thể thực hiện trong một phút.